# Notoreas hexaleuca
Notoreas hexaleuca là một loài bướm đêm trong họ Geometridae.